# خانه قدرت کاویان‌پور
خانه قدرت کاویان پور مربوط به دوره معاصر است و در شهرستان فومن، شهرک تاریخی ماسوله واقع شده و این اثر در تاریخ ۲۵ اسفند ۱۳۸۰ با شمارهٔ ثبت ۵۱۶۴ به‌عنوان یکی از آثار ملی ایران به ثبت رسیده است.